# Phaleria capitata
Phaleria capitata är en tibastväxtart som beskrevs av William Jack. Phaleria capitata ingår i släktet Phaleria och familjen tibastväxter. Inga underarter finns listade i Catalogue of Life.